# Rhammura rhamnura
Rhammura rhamnura är en stekelart som först beskrevs av Szepligeti 1914.  Rhammura rhamnura ingår i släktet Rhammura och familjen bracksteklar. Inga underarter finns listade i Catalogue of Life.